# 剑南长官司
剑南长官司，明宣德三年（1428年）置，治所在今湖北省利川市西北，属施州卫。辖境相当今湖北省利川市西部。清雍正十三年（1185年）废。 